# József Tuncsik

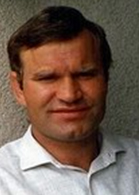
József Tuncsik (2004)

József Tuncsik (* 23. September 1949 in Debrecen) ist ein ehemaliger ungarischer Judoka. Er trat bis 1966 im Leichtgewicht (bis 63 kg) an, nach Neuordnung der Gewichtsklassen kämpfte er ab 1977 im Halbleichtgewicht (bis 65 kg).
Tuncsik war 1972, 1974 und 1975 ungarischer Meister. Im März 1976 siegte er beim internationalen Turnier in Potsdam. Bei den Europameisterschaften im Mai 1976 in Kiew besiegte er im Finale Oleg Surabiani aus der sowjetischen Mannschaft. Das Olympische Judo-Turnier fand Ende Juli 1976 in Montreal statt. Nach drei Siegen unterlag Tuncsik im Halbfinale dem Kubaner Héctor Rodríguez, den Kampf um Bronze gewann Tuncsik gegen den Polen Marian Standowicz. 
1977 siegte Tuncsik beim Internationalen Turnier in Warschau. Bei den Europameisterschaften 1978 verlor er im Halbfinale gegen Nikolai Soloduchin aus der Sowjetunion. Im Kampf um Bronze siegte Tuncsik gegen den Franzosen Guy Delvingt. 1979 belegte Tuncsik noch einmal den dritten Platz beim Turnier in Pécs. Danach endete seine internationale Karriere.
Der 1,67 m große József Tuncsik startete für Honvéd Budapest.